# 카푸
마르쿠스 에반젤리스타 지 모라이스(포르투갈어: Marcos Evangelista de Moraes, 1970년 6월 7일 ~ ) 또는 카푸(포르투갈어: Cafu)는 브라질의 은퇴한 축구 선수이다. 그는 2008년 이탈리아 세리에 A의 AC 밀란에서 은퇴하였다.
그는 2006년 FIFA 월드컵을 끝으로 대표팀에서 은퇴하기 전까지 브라질 축구 국가대표팀의 부동의 오른쪽 풀백이었으며, 브라질 선수들 중 역대 A매치 최다 출장 기록을 보유하고 있다. 그는 두 번이나 FIFA 월드컵 우승을 경험했으며, FIFA 월드컵 결승전에 3회 연속으로 출전한 유일한 선수이다. 또한 2004년에는 펠레가 선정한 FIFA 100에도 이름을 올렸다.

## 수상

#### 상파울루
- 캄페오나토 브라질레이루 세리에 A : 1991
- 캄페오나토 파울리스타 : 1991, 1992
- 코파 리베르타도레스 : 1992, 1993
- 수페르코파 리베르타도레스 : 1993
- 레코파 수다메리카나 : 1993, 1994
- 인터컨티넨탈컵 : 1992, 1993

#### 레알 사라고사
- UEFA컵 위너스컵 : 1994-95

#### 파우메이라스
캄페오나토 파울리스타 : 1996

#### AS 로마
- 세리에 A : 2000-01

#### AC밀란
- 세리에 A : 2003-04
- 수페르코파 이탈리아나 : 2004
- UEFA 챔피언스리그 : 2006-07
- UEFA 슈퍼컵 : 2003, 2007
- FIFA 클럽 월드컵 : 2007

#### 브라질
- FIFA 월드컵 : 우승 (1994, 2002), 준우승 (1998)
- 코파 아메리카 : 우승 (1997, 1999), 준우승 (1991)
- FIFA 컨페더레이션스컵 : 1997

### 개인
- 남아메리카 올해의 선수 : 1994
- 남아메리카 올해의 팀 : 1992, 1993, 1994, 1995
- UEFA 올해의 팀 : 2004, 2005
- FIFA 월드컵 올스타 리저브 : 2002
- FIFPro 월드 11 : 2005
- 발롱도르 드림팀 : 2020[1]
- 월드사커 역대 베스트 : 2013
- IFFHS 역대 베스트 : 2021
- 스포츠일러스트레이티드 00년대의 팀
- ESPN 00년대의 팀
- AC밀란 명예의 전당
- AS 로마 명예의 전당
- FIFA 100 : 2004

## 사진

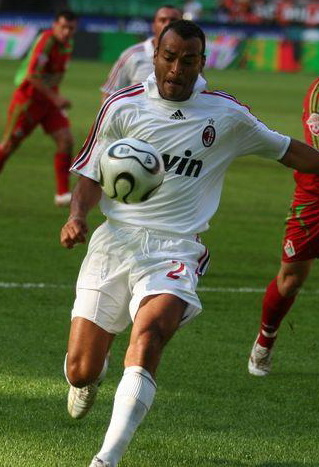
카푸가 AC 밀란 소속으로 뛰던 시절의 모습

## 같이 보기
- A매치 100경기 이상 출전한 축구 선수 명단